# Chaerophyllum tenuifolium
Chaerophyllum tenuifolium là một loài thực vật có hoa trong họ Hoa tán. Loài này được Poir. mô tả khoa học đầu tiên năm 1816.